# Гузд (Рицький повіт)
Гузд (пол. Gózd) — село в Польщі, у гміні Клочев Рицького повіту Люблінського воєводства.
Населення — 432 особи (2011).
У 1975-1998 роках село належало до Седлецького воєводства.

## Демографія
Демографічна структура станом на 31 березня 2011 року:
|          | Загалом | Допрацездатний вік | Працездатний вік | Постпрацездатний вік |
| -------- | ------- | ------------------ | ---------------- | -------------------- |
| Чоловіки | 222     | 46                 | 135              | 41                   |
| Жінки    | 210     | 36                 | 110              | 64                   |
| Разом    | 432     | 82                 | 245              | 105                  |